# Holosiivskyi (raion)
Holosiivskyi (em ucraniano: Голосіївський район) é um dos 10 raions da cidade de Kiev.